# Xã Hartsell, Quận White, Arkansas
Xã Hartsell (tiếng Anh: Hartsell Township) là một xã thuộc quận White, tiểu bang Arkansas, Hoa Kỳ. Năm 2010, dân số của xã này là 678 người.